# Live at Big Mama
Live at Big Mama è un album live di Steve Wynn, registrato a Roma il 3 novembre del 2001 al Big Mama, durante il tour di supporto all'album Here Come the Miracles, insieme ai Miracle 3.
L'album è stato pubblicato nel 2002 come allegato alla rivista il Mucchio Extra.
La qualità del suono è sicuramente meglio rispetto a quella di un qualsiasi bootleg anche se poco più ovattata rispetto ad altri live come per esempio Live in Bremen.
La scaletta è composta principalmente da brani presi da Here Come the Miracles, alternati a classici del suo repertorio sia da solo che con i The Dream Syndicate.

## Tracce
1. Halloween – 6:20
2. Something to Remember Me by – 3:46
3. Good and Bad – 6:57
4. Smash Myself to Bits – 7:43
5. Burn – 5:48
6. Weathered and Torn – 3:57
7. Southern California Line – 4:25
8. Crawling Misanthropic Blues – 3:01
9. Drought – 3:25
10. Death Valley Rain – 5:23
11. There Will Come a Day – 4:37
12. The Days of Wine and Roses – 6:04